# Aristoteles Zachos
Aristoteles Zachos (griechisch Αριστοτέλης Ζάχος, * 1871 in Kastoria; † 1939 in Athen) war ein griechischer Architekt und Stadtplaner aus Makedonien.

## Leben
Zachos studierte Architektur in München, Stuttgart und Karlsruhe. Der Schüler von Friedrich von Thiersch, Carl Schäfer und Josef Durm unterbrach 1897 sein Studium, um als Freiwilliger am Griechisch-Türkischen Krieg teilzunehmen. Nach Ende des Krieges kehrte er nach Deutschland zurück. Sein Lehrer Durm machte ihn später zu seinem Mitarbeiter und Zachos war beteiligt am Bau bedeutender öffentlicher Gebäude, wie etwa der Universitätsbibliothek Heidelberg (1897–1905) und dem Gymnasium in Freiburg (1900–1907). 
1905 verließ Zachos Karlsruhe und kehrte nach Griechenland zurück. Gemeinsam mit seinem Freund Nikolaos Pherekydis, einem impressionistischen Maler, unternahm er eine Rundreise durch Griechenland. Dabei fotografierte und zeichnete er byzantinische und nachbyzantinische Gebäude, denen sein architektonisches Hauptinteresse galt. 1911 veröffentlichte er einen Artikel über die volkstümliche griechische Architektur in der Zeitschrift Der Künstler. 1913 erhielt er von der griechischen Regierung den Auftrag, einen Stadtplan für Thessaloniki zu entwerfen. Von 1915 bis 1917 war Zachos Direktor der technischen Behörden von Athen. Während dieser Zeit beschäftigte er sich auch mit Stadtplänen für die peloponnesische Stadt Tripolis und für die Stadt Mytilene auf Lesbos. 
1918 leitete er die Instandsetzungsarbeiten, für die durch den großen Stadtbrand vom 18. August 1917 verschont gebliebenen Teile der Basilika des Heiligen Demetrios in Thessaloniki. Für diese Arbeiten zeichnete ihn die Akademie von Athen 1933 mit dem höchsten Orden aus. 

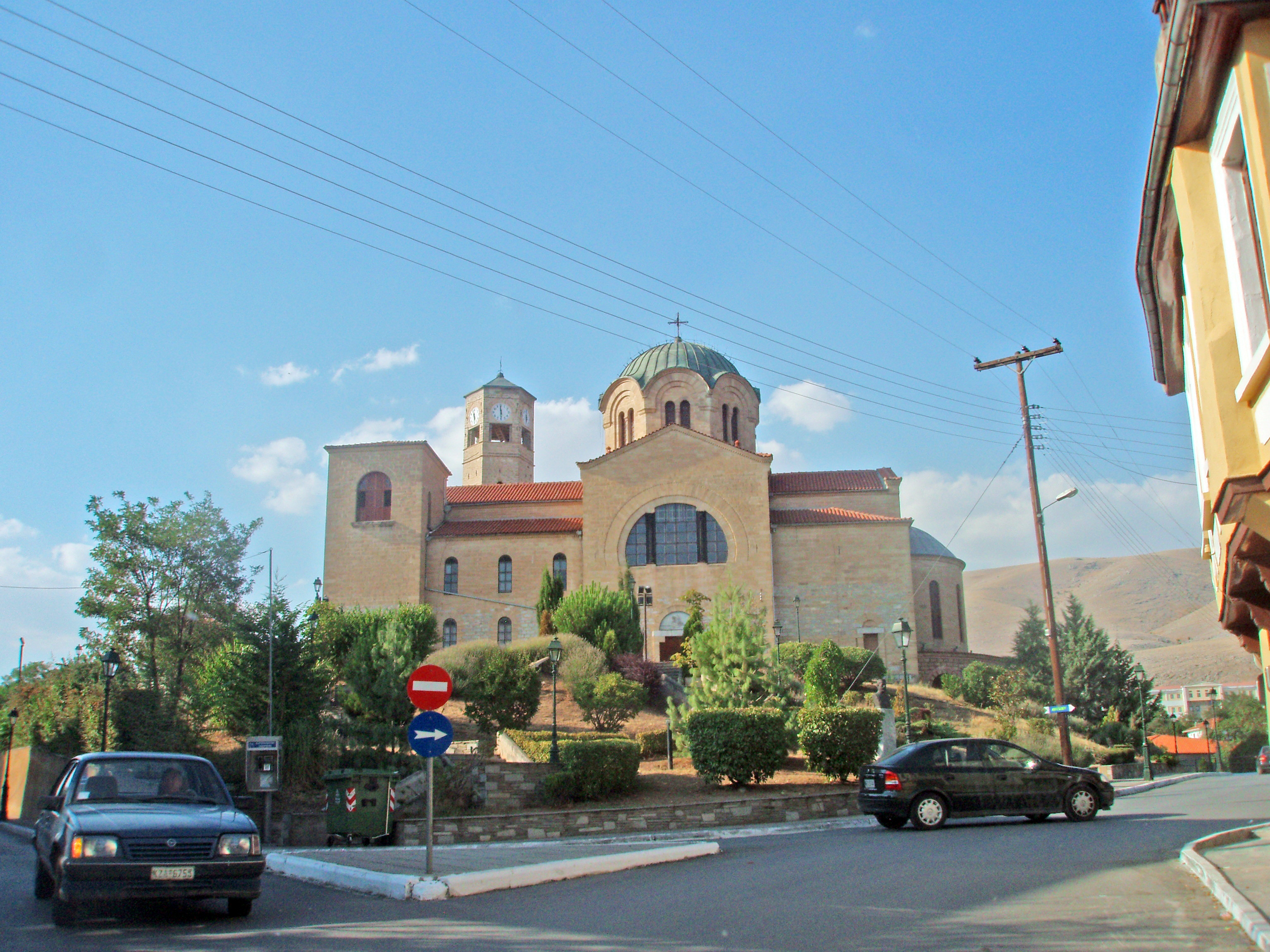
Die Kirche des Heiligen Demetrios in Siatista

Sein umfangreicher Briefwechsel mit seinem früheren Lehrer Josef Durm vermittelt einen instruktiven Einblick in seine Tätigkeit zu Beginn des 20. Jahrhunderts.

## Bauten (Auswahl)
- In der Stadt Volos: Die Kathedrale des Heiligen Nikolaos; die Kirche des Heiligen Konstantin; die Kirche der Verklärung Christi (Metamorphosis).
- In der Stadt Ioannina (um 1930): das Gebäude der Nationalbank Griechenlands; die Akademie von Ioannina; das Palais des Erzbistums; das Palais der Metropolis; das Theologische Seminargebäude „Bellas“; die Villa der Familie Pallis (abgerissen).
- Die Kirche des Heiligen Demetrios in Siatista (1911).
- Die Kirche des Heiligen Stylianos in Thessaloniki.
- Die Villa des P. Petychakis in Athen (1934).
- Die Villa der Angelike Chatzimichail in Athen (1924), die heute das Zentrum für Volkskunst und Tradition der Stadt Athen beherbergt.
- Der Umbau des Palais Ilision in Athen zum Byzantinischen Museum (1930).
- Der Umbau der athenischen Villa des Dionysios P. Loverdos in ein Museum (1925).